# Человек-змея
«Человек-змея» (англ. Snakeman) — американский фильм ужасов 2005 года, режиссёром фильма выступил Аллан Гольдштейн. Фильм был выпущен телеканалом «Syfy Universal» и является типичным представителем жанра категории B. Премьера фильма состоялась 8 апреля 2005 года на телеканале «Syfy Universal». Фильм был выпущен на DVD в 2006 и 2008 году.

## Сюжет
В Бразилии, на берегу Амазонки, антропологи находят останки туземца, который, предположительно, прожил несколько сотен лет. Останки привозят в США, а в Бразилию выезжает группа исследователей, которым нужно найти секрет такого долголетия. Группу возглавляет доктор Сьюзан Элтерс, в Бразилии к ним присоединяется проводник Мэтт Форд и несколько дружелюбно настроенных туземцев. Им нужно найти племя, которое поклоняется огромной многоглавой змее, однако неизвестно, встретят ли чужеземцев дружелюбно.
Группа Элтерс попадает в незнакомые им заросли. По дороге большую часть группы съедает многоглавая громадная змея. Сьюзан попадает в плен к племени, поклоняющемуся змее. Вождь племени, Дахар, угрожает, что убьёт её, если останки увезённого ранее туземца не будут возвращены на прежнее место (оказывается, останки принадлежат его отцу). Сьюзан звонит одному из глав корпорации, которая была в ответе за останки найденного туземца, и тот обещает всё исправить в течение 36 часов.
Сын Дахара заболевает, и Сьюзан излечивает его. В благодарность Дахар показывает ей пещеру, где текут воды, продлевающие жизнь. Эту воду пьёт и та змея, вот почему её невозможно убить. Однако змея не трогает это племя и охраняет его от внешних врагов.
Вскоре к месту событий прибывает группа спецназа, которую послала корпорация. Их цель — уничтожить племя и забрать воду, возвращать останки отца Дахара никто и не собирался. В джунглях происходит страшная бойня, гибнут и туземцы, и военные, гибнет и Дахар. Единственными выжившими остаются доктор Сьюзан и Мэтт Форд, решающие оставить информацию о целебных водах и племени-змеях в секрете от общественности.

## В ролях
- Стивен Болдуин
- Джейн Хайтмейер
- Гэри Хадсон
- Чарльз Паравенти

## Отзывы
Фильм был негативно оценён зрителями и кинокритиками. Согласно опубликованному мнению пользователя HHREVIEW, набравшему наибольшее число «лайков» (27 штук) от читателей сайта letterboxd.com, название фильма не соответствует сюжету, так как, по его мнению, персонаж Человека-змеи так и не появился за весь хронометраж.
- Сайт «Dread Central» раскритиковал фильм: «…один из тех фильмов, настолько шаблонных, что его сценарий можно было написать с помощью автоматизированной программы…»[3].
- Сайт «Popcorn Pictures» раскритиковал фильм, оценив его на 1/10 и назвав его «…низкосортным фильмом, предназначенным только для телевидения»[4].